# Nyhagen
För en ort i Österåkers kommun, se Nyhagen och Översättra.
Nyhagen är en by i Ekeby socken i Kumla kommun i Örebro län. Den klassades som småort av SCB år 1995 med namnet Åby vilket är en ort en kilometer åt nordost. Efter 1995 har inte befolkningen överstigit 50 invånare. Från 2015 ingår byn i tätorten Ekeby.